# Vieille Garde

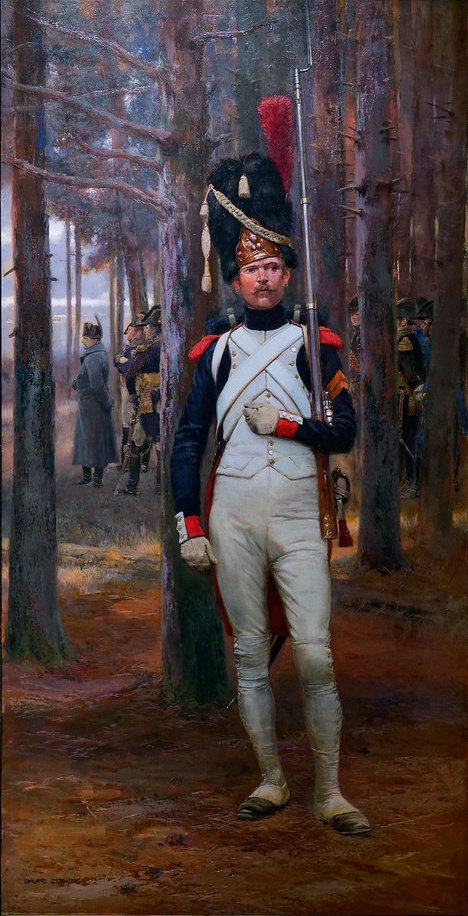
Grenadier der Vieille Garde (Gemälde von Édouard Detaille)

Die Vieille Garde (deutsch Alte Garde) war eine Eliteeinheit der Garde impériale innerhalb der Napoleonischen Grande Armée. Oftmals als „l’élite de l’élite“ oder „la crème de la crème“ bezeichnet, hatte sie ihren Ursprung in der Garde des consuls von 1799. 1804, nach der Kaiserkrönung Napoleons, wurde sie in „Kaiserliche Garde“ umbenannt. Nach der ständigen Erweiterung der Kaiserlichen Garde wurde sie so umfangreich, dass Unterteilungen vorgenommen wurden. Die am höchsten angesehenen Einheiten bildeten die Alte Garde, neben der es noch die „Mittlere Garde“ (Moyenne Garde) und die „Junge Garde“ (Jeune Garde) gab.

## Zusammensetzung der Vieille Garde
Bei ihrer Aufstellung bestand sie lediglich aus zwei Infanterie- und zwei Kavallerieregimentern:
- dem 1er régiment de grenadiers à pied de la Garde impériale
- dem 1er régiment de chasseurs-à-pied de la Garde impériale
- dem Régiment de grenadiers à cheval de la Garde impériale
- dem Régiment de chasseurs à cheval de la Garde impériale

Dazu kamen im Laufe der Zeit:
- die 1. Kompanie der Mamelouks de la Garde impériale
- das Régiment des gendarmes d’élite
- die Dragons de l’Impératrice
- das 1er régiment de chevau-légers lanciers polonais de la Garde impériale
- die Unteroffiziere, Feldwebel und Tierärzte, die Beschlagschmiede und die Reiter der 1. Escadron des 1er régiment des éclaireurs de la Garde impériale (alle anderen gehörten zur Jungen Garde)

## Aufnahmebedingungen
(wurden im Laufe der Zeit immer mehr verwässert und später überhaupt nicht mehr eingehalten):
- Nachweis einer mindestens zehnjährigen Dienstzeit
- gutes Erscheinungsbild und gute Gesundheit
- Nachweis einer Belobigung für Tapferkeit
- eine Körpergröße von mindestens 1,76 m
- Fähigkeit des Lesens und Schreibens